# Óbia
Hobyo ou, em português, Óbia (somali:  Hobyaa, em árabe: هبيا) é uma antiga cidade portuária da Somália, a 730 km ao norte da capital Mogadício. Atualmente a cidade é a capital da região de Hobyo, em Galmudug, um estado auto-declarado autônomo que surgiu na Somália em 14 de agosto de 2006. Estima-se a  população da cidade em torno de 13.000 habitantes em 2007.
- Latitude: 05° 21' 5" Norte
- Longitude: 48° 31' 32" Leste
- Altitude: 118 metros